# Santa Eulària des Riu (kommun)
Santa Eulària des Riu är en kommun i Spanien. Den ligger i den autonoma regionen Balearerna i östra delen av landet. Antalet invånare är 41 706 (2024). Santa Eulària des Riu ligger på ön Ibiza.